# Circonscription de Mohammédia
La circonscription de Mohammédia est la circonscription législative marocaine de la préfecture de Mohammédia située en région Casablanca-Settat. Elle est représentée dans la Xe législature par Najib El Bakkali, Said Tadlaoui et Tahar Bimezzagh.

## Historique des députations
| Législature | Début de mandat  | Fin de mandat    | Députés élus | Députés élus          | Députés élus | Députés élus             | Députés élus | Députés élus              |
| ----------- | ---------------- | ---------------- | ------------ | --------------------- | ------------ | ------------------------ | ------------ | ------------------------- |
| IXe         | 26 novembre 2011 | 7 octobre 2016   |              | Mohamed Mfadel (PAM)  |              | Moussa El Rhallade (PJD) |              | Abdelhak Gassar (PJD)     |
| Xe          | 8 octobre 2016   | 8 septembre 2021 |              | Tahar Bimezzagh (PAM) |              | Said Tadlaoui (MP)       |              | Saad Dine El Otmani (PJD) |
| XIe         | 9 septembre 2021 | ?                |              | Tahar Bimezzagh (PAM) |              | Said Tadlaoui (PI)       |              | Hicham Ait Menna (RNI)    |

## Historique des élections

### Découpage électoral d'octobre 2011

#### Élections de 2016
| Parti       | Parti                                                       | Voix    | %      | Député(s) élus      |  |
| ----------- | ----------------------------------------------------------- | ------- | ------ | ------------------- |  |
|             | Parti de la justice et du développement (PJD)               | 27 835  | 42,57  | Saad Dine El Otmani |  |
|             | Mouvement populaire (MP)                                    | 14 592  | 22,32  | Said Tadlaoui       |  |
|             | Parti authenticité et modernité (PAM)                       | 11 029  | 16,87  | Tahar Bimezzagh     |  |
|             | Union socialiste des forces populaires (USFP)               | 5 198   | 7,95   |                     |  |
|             | Parti de l'Istiqlal (PI)                                    | 2 083   | 3,19   |                     |  |
|             | Fédération de la gauche démocratique (FGD)                  | 1 538   | 2,35   |                     |  |
|             | Parti de la renaissance et de la vertu (PRV)                | 568     | 0,87   |                     |  |
|             | Front des forces démocratiques (FFD)                        | 559     | 0,85   |                     |  |
|             | Union constitutionnelle (UC)                                | 538     | 0,82   |                     |  |
|             | Parti du progrès et du socialisme (PPS)                     | 341     | 0,52   |                     |  |
|             | Parti des Néo-Démocrates (PND)                              | 248     | 0,38   |                     |  |
|             | Parti de l'environnement et du développement durable (PEDD) | 189     | 0,29   |                     |  |
|             | Parti de l'Espoir (PE)                                      | 172     | 0,26   |                     |  |
|             | Parti Al Ahd Addimocrati (AHD)                              | 170     | 0,26   |                     |  |
|             | Mouvement démocratique et social (MDS)                      | 160     | 0,24   |                     |  |
|             | Parti du centre social (PCS)                                | 103     | 0,16   |                     |  |
|             | Union marocaine pour la démocratie (UMD)                    | 63      | 0,10   |                     |  |
|             |                                                             |         |        |                     |  |
| Inscrits    | Inscrits                                                    | 162 450 | 100,00 |                     |  |
| Abstentions | Abstentions                                                 | 97 064  | 59,75  |                     |  |
| Exprimés    | Exprimés                                                    | 65 386  | 40,25  |                     |  |

Alors que le parti au pouvoir, le parti de la justice et du développement a investi Saad Dine El Otmani comme tête de liste à Mohammédia, il démissionne à la suite de cela pour remplacer Abdel-Ilah Benkiran à la tête de l'exécutif. Sa place est cédée à Najib El Bakkali.

#### Élections de 2021
| Parti       | Parti                                                       | Voix    | %      | Député(s) élus   |  |
| ----------- | ----------------------------------------------------------- | ------- | ------ | ---------------- |  |
|             | Rassemblement national des indépendants (RNI)               | 24 401  | 36,92  | Hicham Ait Menna |  |
|             | Parti de l'Istiqlal (PI)                                    | 14 498  | 21,94  | Said Tadlaoui    |  |
|             | Parti authenticité et modernité (PAM)                       | 8 605   | 13,02  | Tahar Bimezzagh  |  |
|             | Union socialiste des forces populaires (USFP)               | 5 121   | 7,75   |                  |  |
|             | Parti de la justice et du développement (PJD)               | 2 638   | 3,99   |                  |  |
|             | Union constitutionnelle (UC)                                | 2 469   | 3,74   |                  |  |
|             | Parti des Néo-Démocrates (PND)                              | 1 424   | 2,15   |                  |  |
|             | Front des forces démocratiques (FFD)                        | 1 159   | 1,75   |                  |  |
|             | Mouvement populaire (MP)                                    | 1 102   | 1,67   |                  |  |
|             | Parti du progrès et du socialisme (PPS)                     | 1 051   | 1,59   |                  |  |
|             | Alliance de la fédération de gauche (AGD)                   | 788     | 1,19   |                  |  |
|             | Parti de l'environnement et du développement durable (PEDD) | 725     | 1,10   |                  |  |
|             | Parti socialiste unifié (PSU)                               | 633     | 0,96   |                  |  |
|             | Parti de l'unité et de la démocratie (PUD)                  | 346     | 0,52   |                  |  |
|             | Parti du centre social (PCS)                                | 330     | 0,50   |                  |  |
|             | Parti de l'équité (PRE)                                     | 310     | 0,47   |                  |  |
|             | Parti marocain libéral (PML)                                | 156     | 0,24   |                  |  |
|             | Parti de la renaissance (PAN)                               | 139     | 0,21   |                  |  |
|             | Parti démocratique de l'indépendance (PDI)                  | 105     | 0,16   |                  |  |
|             | Parti de la réforme et du développement (PRD)               | 86      | 0,13   |                  |  |
|             |                                                             |         |        |                  |  |
| Inscrits    | Inscrits                                                    | 163 863 | 100,00 |                  |  |
| Abstentions | Abstentions                                                 | 97 777  | 59,67  |                  |  |
| Exprimés    | Exprimés                                                    | 66 086  | 40,33  |                  |  |